# Nonostante tutto... 45 anni di musica
Nonostante tutto... 45 anni di musica è un album raccolta di Orietta Berti pubblicato nel 2010 dalla Gapp Music. L'album è composto da un cofanetto che raccoglie tre CD che ripercorrono tutta la carriera artistica di Orietta Berti.

## Tracce
CD 1 - Primo Disco
1. Tu sei quello – 3:14 (Anelli, Beretta)
2. L'altalena – 2:11 (Conti, Pace, Argenio, Panzeri)
3. Io ti darò di più – 2:36 (Testa, Remigi)
4. Non illuderti mai – 2:25 (Pace, Pilat, Panzeri)
5. Solo tu – 2:40 (F. Monti Arduini)
6. Alla fine della strada – 3:09 (Pace, Pilat, Panzeri)
7. Quando l'amore diventa poesia – 2:59 (Mogol, Soffici)
8. Il ritmo della pioggia – 3:32 (Conti, Pace, Panzeri)
9. Noi due insieme – 2:56 (Cazzulani, Trimarchi)
10. Voglio dirti grazie – 3:16 (Anelli, Beretta, Del Prete)
11. Stasera ti dico di no – 3:38 (Conti, Pace)
12. Tipitipitì – 2:50 (Pace, Pilat, Panzeri)
13. Ancora un po' con sentimento – 3:58 (Cazzulani, Pace)
14. Fin che la barca va – 2:35 (Pace, Pilat, Panzeri)
15. Tu che non sorridi mai – 3:08 (Terzi, Sili)
16. Via dei ciclamini – 2:16 (Conti, Pace, Argenio, Panzeri)
17. Osvaldo tango – 3:10 (Cazzulani, Pace, Panzeri)
18. Io, tu e le rose – 3:08 (Brinniti, Pace, Panzeri)
19. Dove non so (Tema di Lara) – 3:41 (G. Calabrese, Jarre, Webster)
20. Futuro – 4:11 (Raggi, Balsamo)
21. Io come donna – 3:30 (Raggi, Balsamo)
22. Non ti lascerò – 4:00 (Raggi, Balsamo)
23. Senza te – 4:04 (Raggi, Balsamo)

CD 2 - Secondo Disco
1. Siamo così – 3:53 (Malgioglio, Balsamo)
2. Tarantelle – 3:30 (Raggi, Balsamo, M. Reitano)
3. Dimmi – 3:25 (Balsamo)
4. Incompatibili ma indivisibili – 4:45 (Salvatore, Bigazzi)
5. Non ci sarò – 3:50 (Isola, G. Calabrese)
6. Eppure ti amo – 3:12 (Conti, Pace, Panzeri)
7. Grande, grande, grande – 3:02 (A. Testa, T. Renis)
8. Se m'innamoro di un ragazzo come te – 2:24 (Pace, Panzeri, Savio)
9. Franchezza (Franqueza) – 4:05 (Brean, G. Calabrese, Guilherme)
10. Occhi rossi – 2:36 (Conti, Pace, Pilat, Panzeri)
11. Il nostro concerto – 6:00 (G. Calabrese, U. Bindi)
12. Una bambola blu – 2:32 (Pace, Pilat, Panzeri)
13. È triste ma è così (Triste decepciòn) – 2:35 (C. Lopez, G. Calabrese, Raul Vincente)
14. Quando la prima stella – 3:23 (Colonnello, Pallavicini)
15. La nostalgia – 2:51 (Mancino, Savino)
16. Dominique – 2:26 (Etrusco, Soeur Sourire)
17. Alleluia! – 3:20 (Etrusco, Soeur Sourire)
18. Io vorrei – 2:42 (Etrusco, Soeur Sourire)
19. Ogni strada – 2:56 (Etrusco, Soeur Sourire)
20. Nessuno al mondo (No arms can ever hold you) – 3:43 (Grafer, Nebb, Gioia, Rastelli)
21. La notte è fatta per amare (Another day another heartache) – 2:30 (F. Migliacci, H. Greenfield, N. Sedaka)
22. Se stasera sono qui – 3:04 (Tenco, Mogol)
23. Io che amo solo te – 3:02 (S. Endrigo)

CD 3 - Terzo Disco
1. Pensami – 3:23 (G. Belfiore, Grever)
2. Come prima – 2:57 (S. Tacconi, M. Panzeri, E. Di Paola)
3. Da un'eternità – 4:05 (Castellari, Malgioglio, Molco)
4. Per questo grande ed infinito amore – 4:00 (E. Riccardi)
5. Semplici – 4:00 (G. Panceri, R. Rossi)
6. Quien serà – 2:08 (P. Beltràn Ruiz)
7. Amado mio – 3:55 (D. Fisher)
8. Fantastico – 2:22 (J. Keller, N. Sherman)
9. Quizas, quizas, quizas – 2:25 (O. Farres)
10. Amor, amor, amor – 2:38 (G. Ruiz, R. Lopez Mendez)
11. Feelings – 3:39 (M. Albert)
12. Se stiamo insieme – 4:41 (Mogol, Cocciante)
13. L'ultima occasione – 2:53 (Climax, Del Monaco)
14. Insieme – 4:07 (Battisti, Mogol)
15. Historia de un amor – 3:26 (Biri, Almaran)
16. La musica è finita – 3:09 (Califano, Bindi)
17. La voce del silenzio – 3:22 (Limiti, Mogol, Isola)
18. Canzone per te – 3:25 (S. Bardotti, S. Endrigo)
19. E poi verrà l'autunno – 3:19 (Amurri, Pisano)
20. Non ti scorderò – 3:47 (Beretta, Simoni, Bindi)
21. Amore fermati – 4:07 (Zapponi, Kramer, Terzoli)
22. Tu vuo' fa' l'americano – 3:37 (Nisa, R. Carosone)